# Кутузов, Николай Николаевич (шахматист)

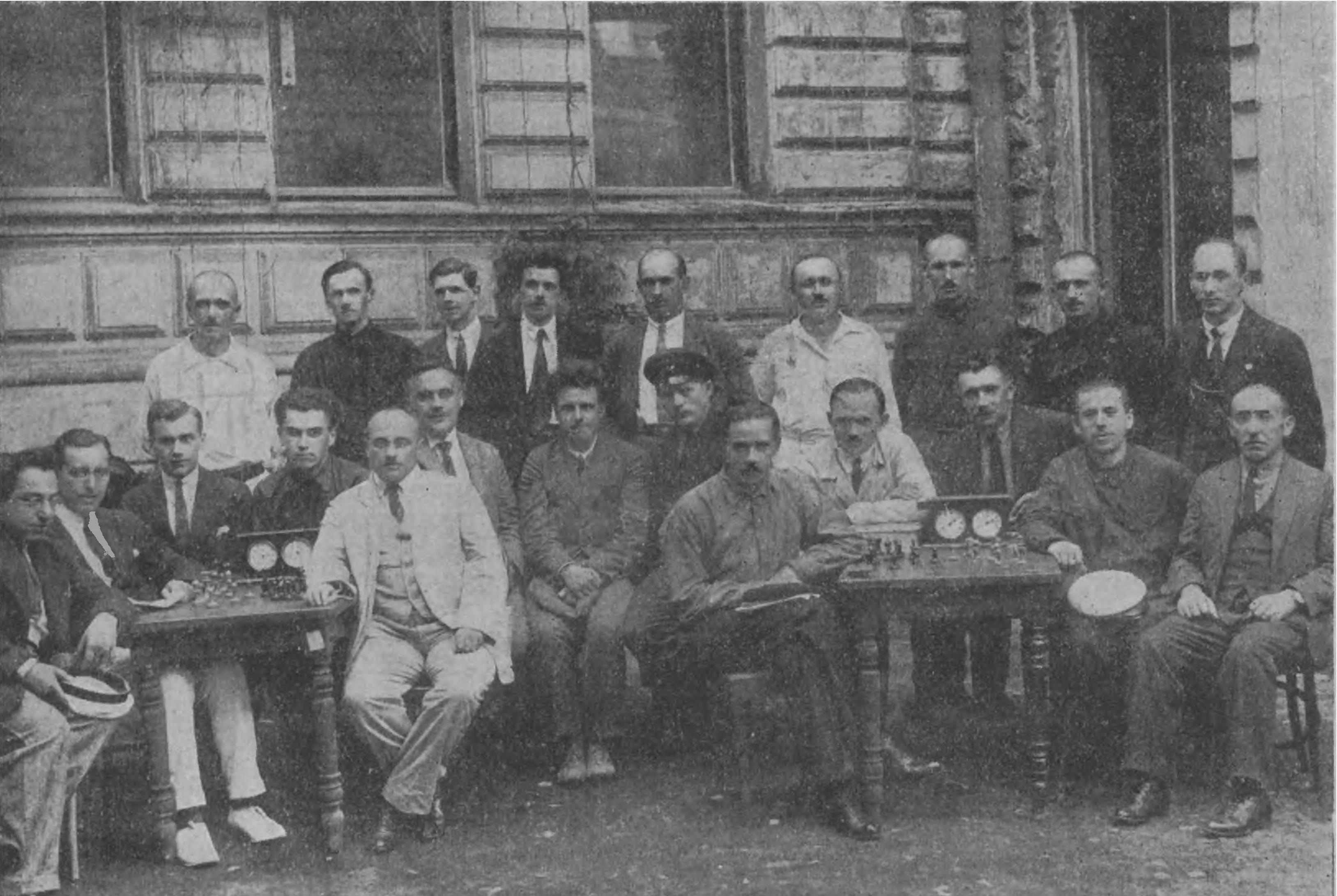
4-й чемпионат СССР по шахматам. Сидят (слева направо): Вильнер, Левенфиш, Рохлин (член оргбюро), Готгильф, И. Рабинович, Боголюбов, Ильин-Женевский, Дуз-Хотимирский, Романовский, Сергеев, Ненароков, Верлинский и А. Рабинович.
Стоят: Фрейман, Созин, Еремеев (член оргбюро), Григорьев, Зубарев, Селезнёв, Касперский, Кутузов и Вайнштейн (член оргбюро).

Николай Николаевич Кутузов (1891—1942) — советский шахматист I категории, участник чемпионата СССР 1925 г., многократный чемпион Архангельска.

## Спортивные результаты
Впервые принял участие во всесоюзных соревнованиях в 1923 г. (в одном из турниров, проводившихся в Петрограде параллельно со 2-м чемпионатом СССР). Через год удачно сыграл в «турнире городов» 3-го чемпионата СССР (вместе с А. А. Касперским победил в турнире Б), на основании чего был допущен к участию в 4-м чемпионате СССР. В этом турнире Кутузов сыграл неудачно и занял последнее место, набрав 4 очка из 19 и не одержав ни одной победы. На финише соревнования Кутузов мог «забить гол престижа», когда встретился с лидером турнира Е. Д. Боголюбовым. Боголюбов незадолго партии с Кутузовым неожиданно потерпел два поражения подряд (от Я. С. Вильнера и Б. М. Верлинского; в обеих партиях гроссмейстер был разгромлен в 28 ходов). Боголюбов, сделавший после двух рядовых поражений две быстрые ничьи, должен был потерпеть третье поражение: он крайне рискованно разыграл дебют и получил безнадежную позицию. Однако Кутузов не воспользовался своим шансом, позволил белым обострить игру, а потом зевнул качество и сдался без доигрывания. Позже Кутузов ещё принимал участие в полуфинале 7-го чемпионата СССР и даже сыграл вничью с мастером Ф. П. Богатырчуком, но в финальный турнир выйти не смог. В 1934 г. Кутузову удалось хорошо выступить в полуфинале чемпионата РСФСР и пройти в финальный турнир соревнования (6 из 9, +5-2=2, 4-е место, вслед за К. А. Выгодчиковым и выступавшими вне конкурса Я. Г. Рохлиным и С. Б. Готгильфом). В финальном турнире, проходившем по двухступенчатой системе, он в своей группе набрал 4 очка из 9 (+2-3=4) и разделил 5—6 места. Борьбу за звание чемпиона республики продолжили П. В. Дубинин, Л. А. Кайев и С. В. Белавенец (впоследствии ставший победителем турнира).

## Тренерская работа
В 1930-е гг. Кутузов занимался тренерской работой, много помогал молодым перспективным шахматистам. В 1939 г. основал шахматную секцию в Архангельском Дворце пионеров. Его учеником был живший в Архангельске будущий международный гроссмейстер Р. Д. Холмов.